# ICD-11

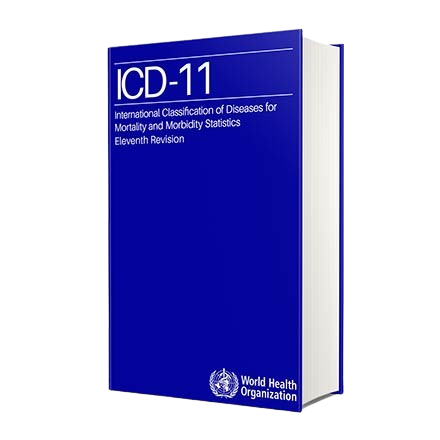
copertina

L'ICD-11 è l'undicesima revisione della Classificazione Internazionale delle malattie (ICD), e sostituisce l'ICD-10 come standard globale per la registrazione delle informazioni sanitarie e delle cause di morte. 

## Descrizione
L'ICD è sviluppato e aggiornato annualmente dall'Organizzazione mondiale della sanità. Lo sviluppo dell'ICD-11 è iniziato nel 2007 e ha attraversato oltre un decennio di lavoro, coinvolgendo oltre 300 specialisti provenienti da 55 paesi divisi in 30 gruppi di lavoro, con ulteriori 10.000 proposte da parte di tutto il mondo. La versione stabile dell'ICD-11 è stata pubblicata il 18 giugno 2018, e approvata da tutti i membri dell'OMS durante la 72ª Assemblea mondiale della sanità.
L'ICD-11 è entrato ufficialmente in vigore il 1º gennaio 2022. .
L'ICD-11 è una grande ontologia composta da circa 85.000 entità, chiamate classi o nodi. Un'entità può essere qualsiasi cosa che sia rilevante per l'assistenza sanitaria; di solito rappresenta una malattia o un agente patogeno, ma può anche essere un sintomo isolato o un'anomalia del corpo. Ci sono anche classi per motivi di contatto con i servizi sanitari, circostanze sociali del paziente e cause esterne di lesione o morte.
L'ICD-11 fa parte dell'OMS-FIC, una classificazione medica dell'OMS. Ad esempio, l'ICD-O è una classificazione derivata per l'uso in oncologia. Il derivato principale della Fondazione è detto ICD-11 MMS, dove MMS sta per "Mortality and Morbidity Statistics", che può essere visualizzato online sul sito ufficiale dell'OMS.

## Capitoli
Di seguito è riportato un elenco di tutti i capitoli dell'MMS ICD-11.
| 1. 1A00–1H0Z Alcune malattie infettive e parassitarie 2. 2A00–2F9Z Tumori 3. 3A00–3C0Z Malattie del sangue e degli organi emopoietici 4. 4A00–4B4Z Malattie del sistema immunitario 5. 5A00–5D46 Malattie endocrine, nutrizionali e metaboliche 6. 6A00–6E8Z Disturbi mentali, comportamentali e del neurosviluppo 7. 7A00–7B2Z Disturbi del ritmo sonno-veglia 8. 8A00–8E7Z Malattie del sistema nervoso 9. 9A00–9E1Z Malattie dell'apparato visivo 10. AA00–AC0Z Malattie dell'orecchio e dell'apofisi mastoide 11. BA00–BE2Z Malattie dell'apparato circolatorio 12. CA00–CB7Z Malattie dell'apparato respiratorio 13. DA00–DE2Z Malattie dell'apparato digerente 14. EA00–EM0Z Malattie della pelle 15. FA00–FC0Z Malattie dell'apparato locomotore e del tessuto connettivo 16. GA00–GC8Z Malattie dell'apparato genitourinario 17. HA00–HA8Z Condizioni patologiche correlate alla salute sessuale 18. JA00–JB6Z Gravidanza, parto e puerperio 19. KA00–KD5Z Alcune condizioni patologiche che insorgono nel periodo perinatale 20. LA00–LD9Z Anomalie dello sviluppo 21. MA00-MH2Y Sintomi, segni e reperti clinici, laboratoristici e strumentali non classificati altrove 22. NA00–NF2Z Traumatismi, avvelenamenti o alcune altre conseguenze di cause esterne 23. PA00–PL2Z Cause esterne di morbosità e mortalità 24. QA00–QF4Z Fattori influenzanti lo stato di salute e il ricorso ai servizi sanitari 25. RA00–RA26 Codici per scopi speciali 26. SA00–SJ3Z Capitolo Supplementare Condizioni di Medicina Tradizionale - Modulo I 27. VA00–VC50 Sezione aggiuntiva per la valutazione del funzionamento 28. XA0060–XY9U Codici di estensione |

## Modifiche
L'MMS ICD-11 presenta una struttura di codifica più flessibile. Ad esempio, nell'ICD-10 ogni codice inizia con una lettera, che indica il capitolo. Questo sistema si è rilevato insufficiente per 4 capitoli dell'ICD-11, che a causa della loro voluminosità coprono due lettere: capitolo 1 (A00-B99), capitolo 2 (C00.0-D48.9), capitolo 19 (S00-T98) e capitolo 20 (V01-Y98). Nell'ICD-11, c'è un solo primo carattere per ogni capitolo. I codici dei primi nove capitoli iniziano con numeri da 1 a 9, mentre i successivi diciannove iniziano con le lettere dalla A alla X. Le lettere I e O non vengono utilizzate, per evitare confusione con i numeri 1 e 0. Il carattere del capitolo è, quindi, seguito da una lettera, un numero e un quarto carattere che inizia come numero (0-9, es. KA80) e può poi continuare come una lettera (AZ, es. KA8A). L'OMS ha optato per un numero forzato come terzo carattere per impedire l'ortografia di "parole indesiderate".

### Burn-out
Nel maggio 2019, alcuni media avevano riferito che il burnout fosse appena stato aggiunto all'ICD-11. In realtà, questo disturbo era già presente all'interno dell'ICD-10 (Z73.0), sebbene solo con una breve definizione. L'ICD-11 presente un riepilogo e rileva che la categoria dovrebbe essere utilizzata solo in un contesto professionale. Inoltre, dovrebbe essere applicato solo quando sono stati esclusi i disturbi dell'umore (6A60-6A8Z), i disturbi associati allo stress (6B40-6B4Z) e i disturbi legati all'ansia o alla paura (6B00-6B0Z).
Il burnout è nel capitolo "fattori che influenzano lo stato di salute o il contatto con i servizi sanitari", dove è codificato QD85. L'OMS ha, inoltre, sottolineato che il burnout non è un disturbo mentale, ma un fenomeno professionale che mina il benessere di una persona sul posto di lavoro.